# Abierto de los Estados Unidos 2021 (golf)
El Abierto de los Estados Unidos 2021 fue la edición 121.ª, que se jugó entre el 17 y el 20 de junio en el South Course del Torrey Pines Golf Course en La Jolla , San Diego , California. El South Course fue alojado anteriormente en 2008 , que fue ganado por Tiger Woods en un desempate. 156 jugadores formaron el campo, 88 lograron su lugar a través de criterios de exención automática y los 68 restantes lo hicieron a través de la clasificación, incluidos dos suplentes. El campeón defensor fue Bryson DeChambeau.Jon Rahm se alzó con la victoria siendo el primer campeón del US Open de España, haciendo birdie en sus dos últimos hoyos para terminar un tiro por delante del subcampeón Louis Oosthuizen y ganar su primer gran campeonato.

## Campo
El campo de golf Torrey Pines está situado en La Jolla , San Diego y tiene dos campos de golf de 18 hoyos, el campo norte y el campo sur. El US Open se llevó a cabo en el South Course, que anteriormente fue sede del campeonato en 2008, cuando Tiger Woods derrotó a Rocco Mediate en el primer hoyo extra de muerte súbita después de que permanecieron empatados tras un desempate de 18 hoyos. El Farmers Insurance Open , un evento del PGA Tour anteriormente conocido como San Diego Open, se lleva a cabo anualmente en ambos campos.
| Hoyo   | 1   | 2   | 3   | 4   | 5   | 6   | 7   | 8   | 9   | Ida   | 10  | 11  | 12  | 13  | 14  | 15      | 16  | 17  | 18  | Vuelta | Total       |
| ------ | --- | --- | --- | --- | --- | --- | --- | --- | --- | ----- | --- | --- | --- | --- | --- | ------- | --- | --- | --- | ------ | ----------- |
| Yardas | 446 | 387 | 195 | 486 | 452 | 515 | 460 | 173 | 609 | 3,723 | 449 | 222 | 501 | 612 | 434 | 513/480 | 223 | 440 | 568 | 3,929  | 7,685/7,652 |

## Jugadores
Alrededor de la mitad del campo consistirá de jugadores que están exentos de la clasificación para el Abierto de los Estados Unidos. Cada jugador se clasifica de acuerdo a la primera categoría en la que se clasificó, y otras categorías se muestran entre paréntesis. Fechas cuando será determinado completamente una categoría de clasificación se indican en cursiva.
1. Los ganadores del Abierto de los Estados Unidos del campeonato durante los últimos diez años.
| - Bryson DeChambeau (2,10,11,15) - Dustin Johnson (2,5,10,11,15) - Martin Kaymer - Brooks Koepka (6,15) | - Rory McIlroy (2,8,10,15) - Justin Rose (15) - Webb Simpson (2,10,15) - Jordan Spieth (7,15) - Gary Woodland (15) |

2. Los diez mejores jugadores, y los que empatan en el décimo lugar, en el US Open de 2020
| - Harris English (10,15) - Tony Finau (10,15) - Zach Johnson - Louis Oosthuizen (15) | - Xander Schauffele (10,15) - Justin Thomas (6,8,10,11,15) - Matthew Wolff (15) - Will Zalatoris (15) |

3. El ganador del US Amateur 2020
- Tyler Strafaci

4. Subcampeón en el 2020 US Amateur
- Ollie Osborne (a)

5. Ganadores recientes del Torneo Masters (2017-2021) 
- Sergio García (15)
- Hideki Matsuyama (10,15)
- Patrick Reed (10,15)
- Tiger Woods no jugó

6. Ganadores recientes del PGA Championship (2016-2021)
- Phil Mickelson (15,18)
- Collin Morikawa (10,11,15)
- Jimmy Walker

7.  Ganadores recientes de The Open Championship (2016-2019)
- Shane Lowry (15)
- Francesco Molinari
- Henrik Stenson

8. Recent winners of The Players Championship (2019–2021)

9. El ganador del BMW PGA Championship 2020
- Tyrrell Hatton (10,15)

10.  Todos los jugadores que se clasificaron para el Tour Championship 2020
| - Abraham Ancer (15) - Daniel Berger (15) - Cameron Champ - Lanto Griffin - Billy Horschel (15) - Viktor Hovland (15) | - Mackenzie Hughes - Im Sung-jae (15) - Kevin Kisner (15) - Marc Leishman (15) - Sebastián Muñoz - Kevin Na (15) | - Joaquín Niemann (15) - Ryan Palmer (15) - Jon Rahm (11,15) - Scottie Scheffler (15) - Cameron Smith (15) - Brendon Todd |

11.  Ganadores de múltiples eventos del PGA Tour [d] desde la fecha programada originalmente para el US Open de 2020 (21 de junio de 2020) hasta el inicio del torneo de 2021
- Patrick Cantlay (15)
- Stewart Cink (15)
- Jason Kokrak (15)

|}
12. Los principales ganadores de los 10 puntos de las "European Qualifying Series" [e] que de otra manera no están exentos
| - Marcus Armitage - Richard Bland - Dave Coupland - Thomas Detry - Adrian Meronk | - Guido Migliozzi - Edoardo Molinari - Jordan Smith - Matthew Southgate - Mikko Korhonen no jugó |

13. El ganador del Campeonato Amateur 2020 
- Joe Long (a)

14.  El ganador de la medalla Mark H. McCormack en 2020 [c]
- Takumi Kanaya

15. Los 60 mejores jugadores del Ranking Mundial Oficial de Golf al 24 de mayo de 2021.
| - Christiaan Bezuidenhout - Sam Burns - Paul Casey - Corey Conners - Matthew Fitzpatrick - Tommy Fleetwood | - Brian Harman - Russell Henley - Garrick Higgo - Max Homa - Matt Jones - Kim Si-woo | - Matt Kuchar - Lee Kyoung-hoon - Robert MacIntyre - Carlos Ortiz - Victor Perez - Adam Scott | - Kevin Streelman - Matt Wallace - Bubba Watson - Lee Westwood |

16.  Los 60 mejores jugadores en el Ranking Mundial Oficial de Golf, si no están exentos de otra manera, a partir del 7 de junio de 2021.
- Charley Hoffman
- Ian Poulter
- Bernd Wiesberger

17. El jugador líder de cada una de las Órdenes de Mérito del Tour Asiático 2020-21 , del PGA Tour de Australasia 2020-21 y del Sunshine Tour 2021-22
- Brad Kennedy
- Wilco Nienaber
- Wade Ormsby

|}
18. Exenciones especiales

## Resúmenes de ronda

### Primera ronda
Jueves, 17 de junio de 2021
Viernes, 18 de junio de 2021
La niebla retrasó el inicio en 90 minutos y, como resultado, 36 jugadores no completaron su primera ronda antes de que el juego se suspendiera debido a la oscuridad. [14] Russell Henley lideró con una ronda de 67 4 bajo par, con Louis Oosthuizen también en 4 bajo par con dos hoyos por jugar. [15] Rafa Cabrera-Bello y Francesco Molinari quedaron a un golpe después de rondas de 68. El campeón defensor, Bryson DeChambeau , tuvo una ronda de 73 mientras que el campeón de la PGA Phil Mickelson anotó 75. El juego se reanudó temprano el viernes, con Oosthuizen terminando con dos pares. para unirse a Henley en 4 bajo par. 
| Puesto | Jugador            | Golpes | Al par |
| ------ | ------------------ | ------ | ------ |
| T1     | Russell Henley     | 67     | −4     |
| T1     | Louis Oosthuizen   | 67     | −4     |
| T3     | Rafa Cabrera-Bello | 68     | −3     |
| T3     | Francesco Molinari | 68     | −3     |
| T5     | Hayden Buckley     | 69     | −2     |
| T5     | Rikuya Hoshino     | 69     | −2     |
| T5     | Brooks Koepka      | 69     | −2     |
| T5     | Hideki Matsuyama   | 69     | −2     |
| T5     | Jon Rahm           | 69     | −2     |
| T5     | Xander Schauffele  | 69     | −2     |

### Segunda ronda
Viernes, 18 de junio de 2021
El colíder de la primera ronda, Russell Henley, tomó la delantera absoluta con seis bajo par después de conectar su tiro de aproximación al hoyo 8 (par 3) a siete pies y hacer el putt para birdie. En el noveno (par 5), su último de la ronda, falló un putt de cuatro pies para hacer par y así sufrir su primer bogey de la ronda y volver a caer a cinco bajo par. Richard Bland, haciendo su primera aparición en el US Open en 12 años, hizo tres birdies en un tramo de cinco hoyos en sus nueve finales para llegar también a seis bajo par antes de un bogey en el octavo. A la edad de 48 años, Bland se convirtió en el jugador de mayor edad en tener una parte del liderazgo de 36 hoyos en la historia del US Open. 
Matthew Wolff , subcampeón en 2020, no hizo un bogey en sus últimos 16 hoyos y lanzó dos putts para birdie en 18 (par 5) después de llegar al green en dos tiros; hizo un 68 (-3) y terminó la ronda en cuatro bajo par del torneo, empatado en el tercer lugar con Louis Oosthuizen a un golpe del liderato. Oosthuizen hizo dos más en su ronda a través de 13 hoyos antes de hacer birdies en el 14 y 18 para disparar par 71. 
Bubba Watson no registró un par en sus últimos siete hoyos, haciendo cinco birdies y dos bogeys para una ronda de 67 (-4), empatado en el nivel más bajo del día con Bland, Collin Morikawa y Mackenzie Hughes . Jon Rahm, que dos antes se vio obligado a retirarse del Memorial Tournament al dar positivo por COVID-19 cuando iba líder destacado, hizo birdie el 18 para completar una ronda de uno bajo par y empatar a Watson en tres bajo par para en el global del torneo. El dos veces campeón Brooks Koepka se acercó a un tiro del líder después de dos birdies en sus primeros cuatro hoyos, pero hizo cinco bogeys el resto de la ronda para volver al par par. 
El corte de 36 hoyos llegó a 146 (+4). Los notables que se perdieron el corte incluyeron a los campeones anteriores Justin Rose y Webb Simpson. 
| Puesto | Jugador           | Golpes    | Al par |
| ------ | ----------------- | --------- | ------ |
| T1     | Richard Bland     | 70-67=137 | −5     |
| T1     | Russell Henley    | 67-70=137 | −5     |
| T3     | Louis Oosthuizen  | 67-71=138 | −4     |
| T3     | Matthew Wolff     | 70-68=138 | −4     |
| T5     | Jon Rahm          | 69-70=139 | −3     |
| T5     | Bubba Watson      | 72-67=139 | −3     |
| T7     | Mackenzie Hughes  | 73-67=140 | −2     |
| T7     | Xander Schauffele | 69-71=140 | −2     |
| T7     | Kevin Streelman   | 71-69=140 | −2     |
| T10    | Guido Migliozzi   | 71-70=141 | −1     |
| T10    | Patrick Rodgers   | 70-71=141 | −1     |
| T10    | Scottie Scheffler | 72-69=141 | −1     |

### Tercera ronda
Sábado, 19 de junio de 2021
Louis Oosthuizen hizo un birdie de 51 pies en el hoyo 18 para empatar a Russell Henley y Mackenzie Hughes para ponerse con -5. Hughes hizo un birdie de 63 pies en el 13, y logró otro birdie en el 18 para un total de 68 (−3). Hughes se convirtió en el primer canadiense en mantener el liderazgo después de la tercera ronda del US Open. Henley, colíder después de las dos primeras rondas, embocó desde un búnker junto al green para hacer birdie en el 11 (par 3) y salvó el par de un búnker en el último hoyo para salvar el par. 
Rory McIlroy hizo cuatro birdies en los back-nine, incluido un chip desde el rough a la derecha del green del 12, y empató en la ronda más baja del día con 67 (-4). Terminó con tres bajo par, a dos golpes del líder. 
Richard Bland , colíder con Henley al cominezo del día se desplomó en la clasificación al hacer un +6
| Puesto | Jugador                 | Golpes       | Al par |
| ------ | ----------------------- | ------------ | ------ |
| T1     | Russell Henley          | 67-70-71=208 | −5     |
| T1     | Mackenzie Hughes        | 73-67-68=208 | −5     |
| T1     | Louis Oosthuizen        | 67-71-70=208 | −5     |
| T4     | Bryson DeChambeau       | 73-69-68=210 | −3     |
| T4     | Rory McIlroy            | 70-73-67=210 | −3     |
| T6     | Jon Rahm                | 69-70-72=211 | −2     |
| T6     | Scottie Scheffler       | 72-69-70=211 | −2     |
| T6     | Matthew Wolff           | 70-68-73=211 | −2     |
| T9     | Christiaan Bezuidenhout | 72-70-70=212 | −1     |
| T9     | Dustin Johnson          | 71-73-68=212 | −1     |
| T9     | Collin Morikawa         | 75-67-70=212 | −1     |
| T9     | Xander Schauffele       | 69-71-72=212 | −1     |
| T9     | Kevin Streelman         | 71-69-72=212 | −1     |

### Ronda Final
Domingo, 20 de junio de 2021
| Campeón                  |
| (a) = amateur            |
| (c) = ganador del torneo |

| Puesto | Jugador           | Golpes          | Al par | Bolsa (US$) |
| ------ | ----------------- | --------------- | ------ | ----------- |
| 1      | Jon Rahm          | 69-70-72-67=278 | −6     | 2,250,000   |
| 2      | Louis Oosthuizen  | 67-71-70-71=279 | −5     | 1,350,000   |
| 3      | Harris English    | 72-70-71-68=281 | −3     | 829,084     |
| T4     | Brooks Koepka (c) | 69-73-71-69=282 | −2     | 498,176     |
| T4     | Guido Migliozzi   | 71-70-73-68=282 | −2     | 498,176     |
| T4     | Collin Morikawa   | 75-67-70-70=282 | −2     | 498,176     |
| T7     | Daniel Berger     | 71-72-72-68=283 | −1     | 306,893     |
| T7     | Paul Casey        | 71-75-67-70=283 | −1     | 306,893     |
| T7     | Branden Grace     | 72-70-74-67=283 | −1     | 306,893     |
| T7     | Rory McIlroy (c)  | 70-73-67-73=283 | −1     | 306,893     |
| T7     | Xander Schauffele | 69-71-72-71=283 | −1     | 306,893     |
| T7     | Scottie Scheffler | 72-69-70-72=283 | −1     | 306,893     |

| Clasificación completa | Clasificación completa  | Clasificación completa | Clasificación completa | Clasificación completa |
| Puesto                 | Jugador                 | Golpes                 | Al par                 | Bolsa ($)              |
| ---------------------- | ----------------------- | ---------------------- | ---------------------- | ---------------------- |
| T13                    | Russell Henley          | 67-70-71-76=284        | E                      | 217,796                |
| T13                    | Francesco Molinari      | 68-76-69-71=284        | E                      | 217,796                |
| T15                    | Patrick Cantlay         | 70-75-71-69=285        | +1                     | 177,279                |
| T15                    | Mackenzie Hughes        | 73-67-68-77=285        | +1                     | 177,279                |
| T15                    | Kevin Streelman         | 71-69-72-73=285        | +1                     | 177,279                |
| T15                    | Matthew Wolff           | 70-68-73-74=285        | +1                     | 177,279                |
| T19                    | Sergio García           | 71-74-73-68=286        | +2                     | 125,363                |
| T19                    | Brian Harman            | 72-71-71-72=286        | +2                     | 125,363                |
| T19                    | Dustin Johnson (c)      | 71-73-68-74=286        | +2                     | 125,363                |
| T19                    | Patrick Reed            | 72-73-74-67=286        | +2                     | 125,363                |
| T19                    | Charl Schwartzel        | 71-74-71-70=286        | +2                     | 125,363                |
| T19                    | Jordan Spieth (c)       | 77-69-68-72=286        | +2                     | 125,363                |
| T19                    | Justin Thomas           | 73-69-71-73=286        | +2                     | 125,363                |
| T26                    | Chris Baker             | 74-71-69-73=287        | +3                     | 87,941                 |
| T26                    | Bryson DeChambeau (c)   | 73-69-68-77=287        | +3                     | 87,941                 |
| T26                    | Rikuya Hoshino          | 69-74-73-71=287        | +3                     | 87,941                 |
| T26                    | Martin Kaymer (c)       | 77-68-69-73=287        | +3                     | 87,941                 |
| T26                    | Hideki Matsuyama        | 69-76-74-68=287        | +3                     | 87,941                 |
| T31                    | Christiaan Bezuidenhout | 72-70-70-76=288        | +4                     | 71,030                 |
| T31                    | Joaquín Niemann         | 75-69-71-73=288        | +4                     | 71,030                 |
| T31                    | Patrick Rodgers         | 70-71-77-70=288        | +4                     | 71,030                 |
| T31                    | Dylan Wu                | 70-73-74-71=288        | +4                     | 71,030                 |
| T35                    | Lanto Griffin           | 76-69-69-75=289        | +5                     | 57,696                 |
| T35                    | Im Sung-jae             | 72-72-69-76=289        | +5                     | 57,696                 |
| T35                    | Robert MacIntyre        | 71-73-72-73=289        | +5                     | 57,696                 |
| T35                    | Edoardo Molinari        | 70-76-72-71=289        | +5                     | 57,696                 |
| T35                    | Adam Scott              | 70-75-71-73=289        | +5                     | 57,696                 |
| T40                    | Adam Hadwin             | 70-72-75-73=290        | +6                     | 43,883                 |
| T40                    | Kim Si-woo              | 71-75-70-74=290        | +6                     | 43,883                 |
| T40                    | Wade Ormsby             | 72-74-73-71=290        | +6                     | 43,883                 |
| T40                    | J. T. Poston            | 72-73-71-74=290        | +6                     | 43,883                 |
| T40                    | Ian Poulter             | 74-71-68-77=290        | +6                     | 43,883                 |
| T40                    | Chez Reavie             | 76-68-72-74=290        | +6                     | 43,883                 |
| T46                    | Dylan Frittelli         | 73-72-72-74=291        | +7                     | 32,351                 |
| T46                    | Tom Hoge                | 72-71-76-72=291        | +7                     | 32,351                 |
| T46                    | Rick Lamb               | 71-75-74-71=291        | +7                     | 32,351                 |
| T46                    | Lee Westwood            | 71-72-71-77=291        | +7                     | 32,351                 |
| T50                    | Richard Bland           | 70-67-77-78=292        | +8                     | 27,327                 |
| T50                    | Rafa Cabrera-Bello      | 68-76-74-74=292        | +8                     | 27,327                 |
| T50                    | Tommy Fleetwood         | 72-73-74-73=292        | +8                     | 27,327                 |
| T50                    | Bubba Watson            | 72-67-77-76=292        | +8                     | 27,327                 |
| T50                    | Gary Woodland (c)       | 74-71-73-74=292        | +8                     | 27,327                 |
| T55                    | Matthew Fitzpatrick     | 70-75-72-76=293        | +9                     | 26,056                 |
| T55                    | Kevin Kisner            | 73-73-72-75=293        | +9                     | 26,056                 |
| T57                    | Akshay Bhatia           | 73-73-73-75=294        | +10                    | 25,183                 |
| T57                    | Stewart Cink            | 73-72-74-75=294        | +10                    | 25,183                 |
| T57                    | Charley Hoffman         | 72-71-75-76=294        | +10                    | 25,183                 |
| T57                    | Taylor Montgomery       | 70-76-74-74=294        | +10                    | 25,183                 |
| T57                    | Jhonattan Vegas         | 75-69-74-76=294        | +10                    | 25,183                 |
| T62                    | Phil Mickelson          | 75-69-76-75=295        | +11                    | 24,310                 |
| T62                    | Greyson Sigg            | 71-74-75-75=295        | +11                    | 24,310                 |
| 64                     | Marc Leishman           | 74-70-75-77=296        | +12                    | 23,936                 |
| T65                    | Matt Jones              | 72-71-79-75=297        | +13                    | 23,437                 |
| T65                    | Shane Lowry             | 72-74-72-79=297        | +13                    | 23,437                 |
| T65                    | Troy Merritt            | 75-71-73-78=297        | +13                    | 23,437                 |
| T68                    | Wilco Nienaber          | 72-74-80-72=298        | +14                    | 22,814                 |
| T68                    | Kyle Westmoreland       | 71-73-78-76=298        | +14                    | 22,814                 |
| T70                    | Fabián Gómez            | 70-76-78-79=303        | +19                    | 22,309                 |
| T70                    | Jimmy Walker            | 74-72-77-80=303        | +19                    | 22,309                 |
| CUT                    | Marcus Armitage         | 71-76=147              | +5                     |                        |
| CUT                    | Sam Burns               | 73-74=147              | +5                     |                        |
| CUT                    | Wyndham Clark           | 75-72=147              | +5                     |                        |
| CUT                    | Thomas Detry            | 71-76=147              | +5                     |                        |
| CUT                    | Andrew Kozan (a)        | 71-76=147              | +5                     |                        |
| CUT                    | Taylor Pendrith         | 75-72=147              | +5                     |                        |
| CUT                    | Sam Ryder               | 77-70=147              | +5                     |                        |
| CUT                    | Cameron Smith           | 72-75=147              | +5                     |                        |
| CUT                    | Brendan Steele          | 73-74=147              | +5                     |                        |
| CUT                    | Erik van Rooyen         | 74-73=147              | +5                     |                        |
| CUT                    | Bernd Wiesberger        | 75-72=147              | +5                     |                        |
| CUT                    | Zach Zaback             | 75-72=147              | +5                     |                        |
| CUT                    | Corey Conners           | 75-73=148              | +6                     |                        |
| CUT                    | Tyrrell Hatton          | 70-78=148              | +6                     |                        |
| CUT                    | Garrick Higgo           | 76-72=148              | +6                     |                        |
| CUT                    | Zach Johnson            | 75-73=148              | +6                     |                        |
| CUT                    | Matt Kuchar             | 73-75=148              | +6                     |                        |
| CUT                    | Sebastián Muñoz         | 71-77=148              | +6                     |                        |
| CUT                    | Carlos Ortiz            | 75-73=148              | +6                     |                        |
| CUT                    | Ollie Osborne (a)       | 76-72=148              | +6                     |                        |
| CUT                    | Spencer Ralston (a)     | 75-73=148              | +6                     |                        |
| CUT                    | Johannes Veerman        | 73-75=148              | +6                     |                        |
| CUT                    | Matt Wallace            | 74-74=148              | +6                     |                        |
| CUT                    | Joe Highsmith (a)       | 76-73=149              | +7                     |                        |
| CUT                    | Max Homa                | 76-73=149              | +7                     |                        |
| CUT                    | Billy Horschel          | 74-75=149              | +7                     |                        |
| CUT                    | Michael Johnson         | 74-75=149              | +7                     |                        |
| CUT                    | Robby Shelton           | 78-71=149              | +7                     |                        |
| CUT                    | Jordan Smith            | 77-72=149              | +7                     |                        |
| CUT                    | Zack Sucher             | 75-74=149              | +7                     |                        |
| CUT                    | Sahith Theegala         | 76-73=149              | +7                     |                        |
| CUT                    | Brendon Todd            | 78-71=149              | +7                     |                        |
| CUT                    | Will Zalatoris          | 75-74=149              | +7                     |                        |
| CUT                    | Abraham Ancer           | 73-77=150              | +8                     |                        |
| CUT                    | Eric Cole               | 77-73=150              | +8                     |                        |
| CUT                    | Tony Finau              | 74-76=150              | +8                     |                        |
| CUT                    | Luis Gagne              | 75-75=150              | +8                     |                        |
| CUT                    | Cole Hammer (a)         | 77-73=150              | +8                     |                        |
| CUT                    | Martin Laird            | 74-76=150              | +8                     |                        |
| CUT                    | Ryan Palmer             | 76-74=150              | +8                     |                        |
| CUT                    | Victor Perez            | 75-75=150              | +8                     |                        |
| CUT                    | Hayden Springer         | 77-73=150              | +8                     |                        |
| CUT                    | Cameron Young           | 72-78=150              | +8                     |                        |
| CUT                    | Yosuke Asaji            | 76-75=151              | +9                     |                        |
| CUT                    | Paul Barjon             | 73-78=151              | +9                     |                        |
| CUT                    | Hayden Buckley          | 69-82=151              | +9                     |                        |
| CUT                    | Cameron Champ           | 76-75=151              | +9                     |                        |
| CUT                    | Pierceson Coody (a)     | 73-78=151              | +9                     |                        |
| CUT                    | Jason Kokrak            | 73-78=151              | +9                     |                        |
| CUT                    | Peter Malnati           | 75-76=151              | +9                     |                        |
| CUT                    | Adrian Meronk           | 72-79=151              | +9                     |                        |
| CUT                    | Kevin Na                | 77-74=151              | +9                     |                        |
| CUT                    | Matthew Sharpstene (a)  | 74-77=151              | +9                     |                        |
| CUT                    | Matthew Southgate       | 75-76=151              | +9                     |                        |
| CUT                    | Brian Stuard            | 78-73=151              | +9                     |                        |
| CUT                    | Brad Kennedy            | 74-78=152              | +10                    |                        |
| CUT                    | Matthias Schmid (a)     | 76-76=152              | +10                    |                        |
| CUT                    | Davis Shore             | 76-76=152              | +10                    |                        |
| CUT                    | Webb Simpson (c)        | 79-73=152              | +10                    |                        |
| CUT                    | J. J. Spaun             | 77-75=152              | +10                    |                        |
| CUT                    | Henrik Stenson          | 76-76=152              | +10                    |                        |
| CUT                    | Justin Suh              | 78-74=152              | +10                    |                        |
| CUT                    | Thomas Aiken            | 80-73=153              | +11                    |                        |
| CUT                    | Roy Cootes              | 76-77=153              | +11                    |                        |
| CUT                    | Ryo Ishikawa            | 77-76=153              | +11                    |                        |
| CUT                    | Kang Sung-hoon          | 75-78=153              | +11                    |                        |
| CUT                    | Chan Kim                | 76-77=153              | +11                    |                        |
| CUT                    | Joe Long (a)            | 77-76=153              | +11                    |                        |
| CUT                    | Andy Pope               | 76-77=153              | +11                    |                        |
| CUT                    | Dave Coupland           | 74-80=154              | +12                    |                        |
| CUT                    | Chris Crawford          | 76-79=155              | +13                    |                        |
| CUT                    | Lee Kyoung-hoon         | 76-79=155              | +13                    |                        |
| CUT                    | Justin Rose (c)         | 78-77=155              | +13                    |                        |
| CUT                    | Carson Schaake          | 76-79=155              | +13                    |                        |
| CUT                    | Luis Fernando Barco     | 77-79=156              | +14                    |                        |
| CUT                    | Bo Hoag                 | 78-78=156              | +14                    |                        |
| CUT                    | Dylan Meyer             | 78-78=156              | +14                    |                        |
| CUT                    | Tyler Strafaci          | 78-78=156              | +14                    |                        |
| CUT                    | Mario Carmona           | 77-80=157              | +15                    |                        |
| CUT                    | John Huh                | 80-77=157              | +15                    |                        |
| CUT                    | Álvaro Ortiz            | 82-75=157              | +15                    |                        |
| CUT                    | Stephen Allan           | 80-79=159              | +16                    |                        |
| CUT                    | Wilson Furr             | 77-82=159              | +16                    |                        |
| CUT                    | Jimmy Hervol            | 79-81=160              | +18                    |                        |
| WD                     | Viktor Hovland          | 74                     | +2                     |                        |